# Dave Nachmanoff
Dave Nachmanoff (* 23. Juli 1964) ist ein amerikanischer Folk-Sänger und Gitarrist.

## Leben
Nachmanoff stammt aus Davis in Kalifornien. Er hat Philosophie studiert und einen Doktortitel in diesem Fach, weswegen er sich auch manchmal als „Doc Dave“ bezeichnet. Diese Ausbildung findet sich auch in seinen Liedtexten wieder, die oft von hohem philosophischen Gehalt sind und manchmal auch große Philosophen wie z. B. René Descartes erwähnen.
Im Alter von Zehn trat er mit Elizabeth Cotton auf.
Er steht regelmäßig zusammen mit Al Stewart auf der Bühne, was auch auf Tonträgern für die Nachwelt dokumentiert wurde, und spielt auch mit anderen Folkmusikern. Zudem schreibt er auch Songs, die von anderen Personen bestellt werden, z. B. für Geburtstage.

## Diskografie
Solo:
- Dweller on the Threshold (1994, Troubador) nur auf Kassette
- Candy Shower (1997, Orchard)
- Snapshots (1998, Orchard)
- A Certain Distance (2001, Troubador)
- Holy Smokes: Ice Cream For Breakfast (2002, Troubador)
- Threads of Time (2004, Troubador)
- In The Family (2004, Troubador)
- Wordless Rhymes (2005, Troubador)
- Time Before The Fall (2006, Troubador)
- Step Up (2011)
- Spinoza's Dream (2016)
- Cerulean Sky (2019)

mit Al Stewart:
- Uncorked – Al Stewart live with Dave Nachmanoff (2009, Wallaby Trails)

mit Dave and the Generators:
- Down on the Soundfarm (1993, Troubador) nur auf Kassette

## Auszeichnungen
- Just Plain Folks Awards (2001) Songwriter of the Year, New Folk Album of the Year, Gospel Song of the Year, 3. Platz place Best Live Album, 3. Platz Best Male Singer/songwriter, 4. Platz Best Blues Song, 6. Platz Best Traditional Folk Song.
- South Florida Folk Festival, 2002 Best Overall
- South Florida Folk Festival, Finalist, 1998, 1999, 2000, 2001
- Tucson Folk Festival, National Songwriting Competition (2. Platz), 1999; judge (2000)
- Portland Songwriting Association (2001) – Best Overall Song, 1. und 3. Platz in Folk